# Куно Клетцер
Куно Клетцер (нім. Kuno Klötzer, 19 квітня 1922, Гаєр — 6 серпня 2011, Нордерштедт) — німецький  футбольний тренер. Відомий виграшем Кубка володарів кубків 1976/77 на чолі «Гамбурга».

## Ігрова кар'єра
Почав грати у футбол у перші повоєнні роки у складі «ТСВ Гельмштедт».
Протягом 1949–1952 провів 29 ігор за «Вердер».

## Кар'єра тренера
За рік після завершення ігрової кар'єри 31-річний Клетцер очолив тренерський штаб «Фортуни» (Дюссельдорф).
Протягом наступних 20 років встиг попрацювати з низкою німецьких клубних команд — «Ганновером 96», «Пройсен Мюнстер», «Вакером» (Бургхаузен), «Рот Вайсом» (Ессен), «Нюрнберглм» та «Кікерс» (Оффенбах).
1973 року очолив команду «Гамбурга». У розіграші 1975/76 привів її перемоги у розіграші Кубка Німеччини. Це дозволило «Гамбургу» наступного року стати учасником розіграшу Кубка володарів кубків УЄФА. Привів гамбурзьку команду до здобуття цього єврокубку.
У 1977–1980 роках тренував берлінську «Герту». 1978 року виграв на чолі цієї команди Кубок Інтертото.
Згодом протягом 1980–1981 років тренував «Вердер», а завершував тренерську кар'єру у 1981–1982 роках, працюючи із «Дуйсбургом».
Помер 6 серпня 2011 року на 90-му році життя в Нордерштедті.

## Титули і досягнення
- Володар Кубка Німеччини (1):

«Вікторія» (Гамбург): 1975-1976
- Володар Кубка Кубків УЄФА (1):

«Вікторія» (Гамбург): 1976-1977
- Володар Кубка Інтертото (1):

«Герта»: 1978